# Deganja Alef
Deganja Alef někdy též jen Deganja či Degania (hebrejsky דְּגַנְיָה א׳‎, podle hebrejského slova dagan - obilí, anglicky Degania Alef, v oficiálním seznamu sídel Deganya Alef) je vesnice typu kibuc v Izraeli, v Severním distriktu, v Oblastní radě Emek ha-Jarden.

## Geografie
Leží v Galileji v nadmořské výšce 204 metrů pod mořskou hladinou na jižním břehu Galilejského jezera poblíž výtoku řeky Jordán z tohoto jezera, v oblasti s intenzivním zemědělstvím.
Vesnice se nachází cca 9 kilometrů jihovýchodně od města Tiberias, cca 102 kilometrů severovýchodně od centra Tel Avivu a cca 55 kilometrů východně od centra Haify. Deganja Alef obývají Židé, přičemž osídlení v tomto regionu je ryze židovské.
Deganja Alef je na dopravní síť napojena pomocí dálnice číslo 90.

## Dějiny

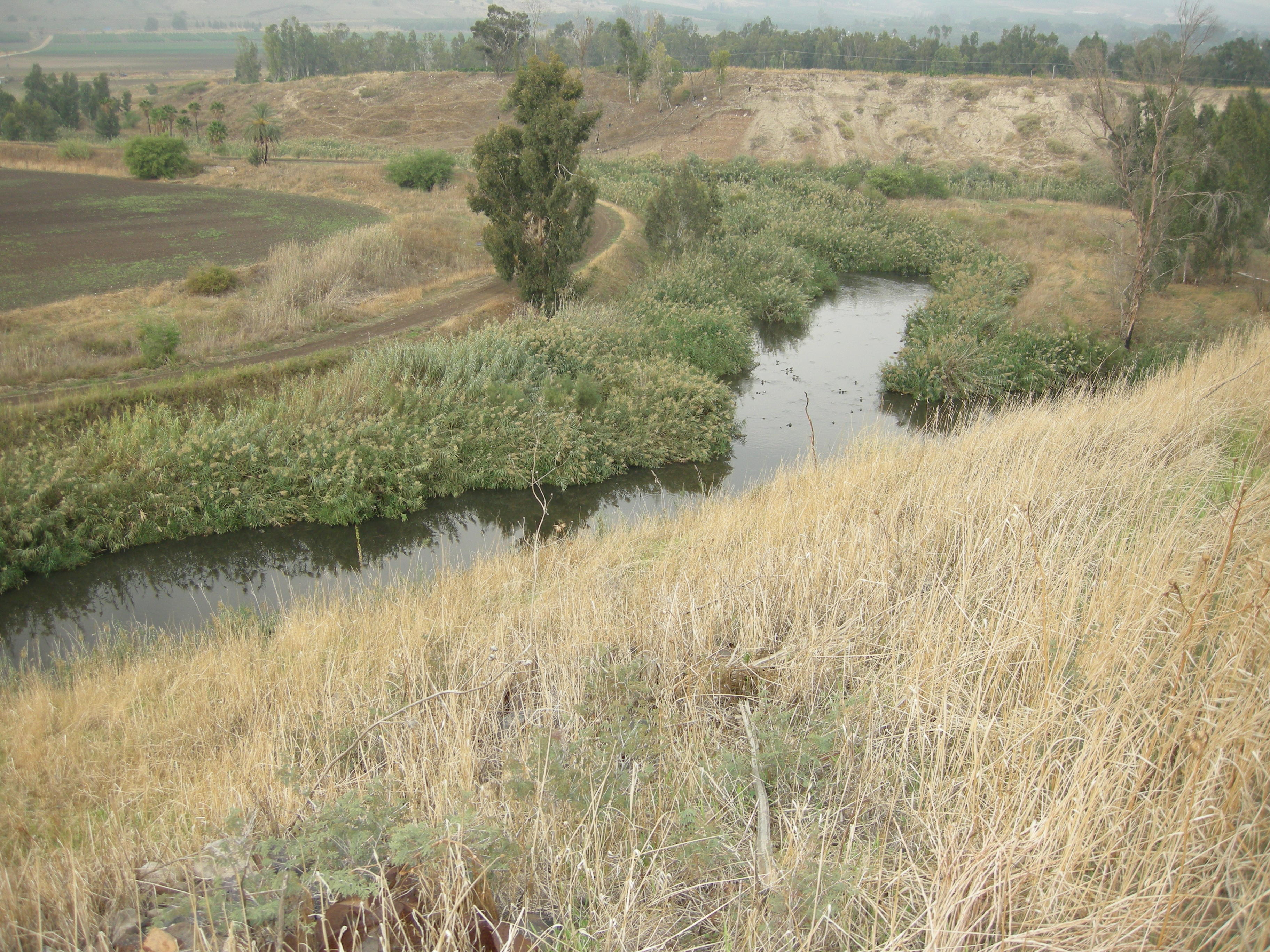
Řeka Jordán a zemědělská krajina poblíž kibucu Deganja

Deganja Alef byla založena v roce 1909. Za založením osady stála pobočka sionistické organizace v Jaffě zřízená roku 1908, která roku 1908 zřídila poblíž nynější Deganje experimentální zemědělská farma Chavat Kineret (později Kvucat Kineret). Při statku již od roku 1909 vznikla zemědělská komunita. Její členové ale téhož roku vyhlásili stávku kvůli sporům s vedením farmy. Sionistický předák Arthur Ruppin navrhl jako řešení sporu, aby nespokojení členové komunity dostali na rok na zkušební lhůtu zodpovědnost za část pozemků patřících farmě, v lokalitě nazývané Um Džuni. Experiment se ukázal být úspěšný a předznamenal vznik kolektivních kibuců. Skupina po roce splnila plán a byla v následujícím roce vystřídána další skupinou zemědělských průkopníků z osady Chadera, která sem dorazila v říjnu 1910. Ta opět zaznamenala úspěch a po vypršení roční zkušební lhůty se rozhodla zůstat na pozemcích v Um Džuni trvale. Předákem těchto prvních stálých osadníků byl Josef Busel, který navrhl kromě společné práce i kolektivní vzdělávání dětí farmářů. Rok 1911 je tak faktickým datem založení Deganje.
Tato skupina, která zde založila trvalé civilní sídlo, se nazývala Em ha-kvucot (אם הקבוצות‎, Matka skupin) a šlo o Židy původem z Ruska, kteří sem dorazili v rámci druhé alije. Šlo o první kolektivně hospodařící židovskou vesnici typu kibuc. Ta se tehdy jmenovala Deganja (teprve později pro odlišení od později vzniklé Deganja Bet získala oficiální název Deganja Alef).
Zpočátku čelili osadníci malárii, útokům Arabů a nemocem, které postihly úrodu i dobytek. Během první světové války obyvatelé Deganje postihly represe tureckých úřadů v tehdejší Palestině. Deganja Alef praktikovala vždy jen limitovanou míru kolektivismu. Na rozdíl od mnoha jiných kibuců zde vždy děti byly vychovávány v rodinách a ne separátně. Kibuc zároveň vždy využíval i nájemní pracovní síly z řad nečlenů kibucu.

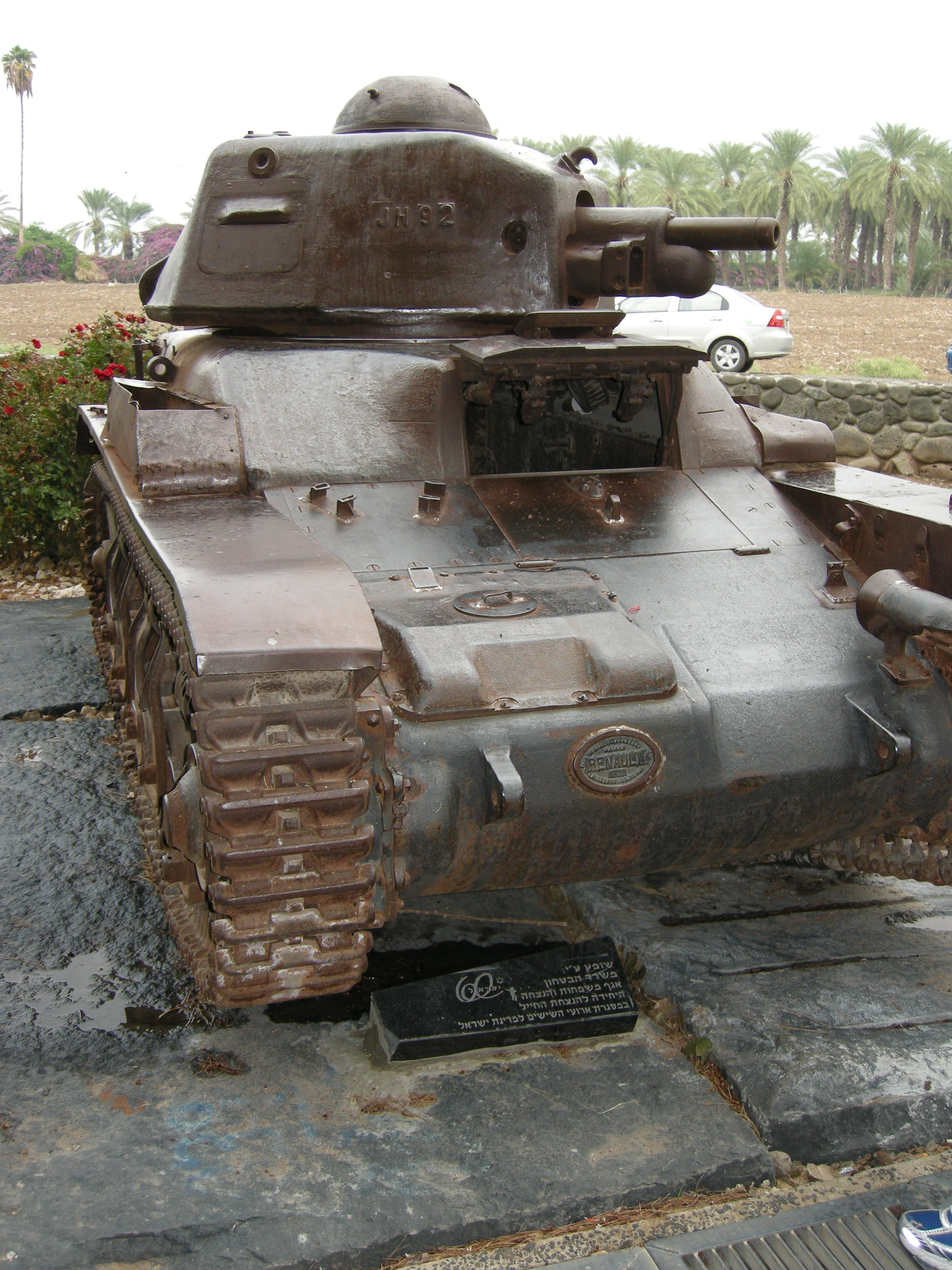
Trosky syrského tanku zničeného obránci kibucu během války v roce 1948

Během britského mandátu Palestina vesnice sloužila jako vzor pro zakládání mnohých zemědělských kibuců v tomto regionu. Roku 1920 takto jižně od Deganje vznikl nový kibuc Deganja Bet. Zároveň se Deganja Alef stala centrem židovských ozbrojených sil, zejména jednotek Palmach. Během prvních dnů války za nezávislost v roce 1948 kibuc napadla syrská armáda, ale obyvatelé dokázali syrský útok zastavit.
18. května 1948 Syřané zaútočili na vesnice Bejt Zera a Ša'ar ha-Golan, jejichž obyvatelé museli uprchnout. Frontová linie se v tu chvíli posunula k hranicím Deganje. Obranu kibucu přitom zajišťovalo pouhých 70 lidí. Na syrské straně proti kibucu stálo 5 tanků. Obránci se uchýlili k vrhání Molotovových koktejlů a podařilo se jim zasáhnout první z tanků. Syrský útok se pak zastavil a útočníci se po dalších ztrátách stáhli. Tato klíčová bitva se odehrála 20. května 1948. Syrský tank, který tehdy obyvatelé Deganje zneškodnili, je dodnes vystaven v areálu kibucu.
Roku 1949 měl kibuc 371 obyvatel a rozlohu katastrálního území 1 720 dunamů (1,72 kilometru čtverečního).
Z kibucu Deganja Alef vzešlo několik významných osobností izraelských dějin jako Moše Dajan, Aharon David Gordon, pracoval tu Josef Trumpeldor. Moše Dajan byl jedním z prvních dětí narozených v tomto kibucu. Jméno dostal podle Mošeho Barskyho, který byl 22. listopadu 1913 zavražděn poblíž Deganje Araby.
Ekonomika kibucu je založena na zemědělství, službách a turistice. Roku 2005 prošel kibuc Deganja Alef privatizací, po které jsou jeho členové odměňováni individuálně, podle odvedené práce. V obci funguje předškolní péče o děti i základní škola. Dále je tu společná jídelna, obchod, veřejná knihovna, zubní ordinace.
30. června 2000 byl kibuc Deganja Alef společně s mošavem Nahalal navržen izraelskou delegací při UNESCO na výhledové zařazení do seznamu Světového dědictví jako kulturní a urbanistická památka. Dle stavu k únoru 2010 ale stále nebyl zápis do seznamu dokončen.
Na severním okraji obce se při toku řeky Jordán nachází lokalita Jardenit, která je turistickým a náboženským centrem (hromadné křty ve vodách Jordánu). Východně od obce při břehu Galilejského jezera rozkládá komerční a administrativní zóna Cemach, kde sídlí mimo jiné i úřady Oblastní rady Emek ha-Jarden.

## Demografie
Obyvatelstvo kibucu Deganja Alef je sekulární. Podle údajů z roku 2014 tvořili naprostou většinu obyvatel v kibucu Deganja Alef Židé (včetně statistické kategorie "ostatní", která zahrnuje nearabské obyvatele židovského původu ale bez formální příslušnosti k židovskému náboženství).
Jde o menší sídlo vesnického typu s dlouhodobě stagnující populací. K 31. prosinci 2014 zde žilo 524 lidí. Během roku 2014 populace klesla o 5,6 %.
| Rok            | 1948 | 1949 | 1961 | 1972 | 1983 | 1995 | 2001 | 2003 | 2004 | 2005 | 2006 | 2007 | 2008 | 2009 | 2010 | 2011 | 2012 | 2013 | 2014 |
| -------------- | ---- | ---- | ---- | ---- | ---- | ---- | ---- | ---- | ---- | ---- | ---- | ---- | ---- | ---- | ---- | ---- | ---- | ---- | ---- |
| Počet obyvatel | 400  | 371  | 366  | 448  | 550  | 545  | 528  | 547  | 560  | 546  | 528  | 506  | 517  | 545  | 555  | 574  | 564  | 555  | 524  |